# Servicio 204 (Corredor Rojo)
El servicio 204 es una línea del Corredor Rojo, que conecta los distritos de Cieneguilla y San Miguel.

## Características
Inició operaciones el 22 de julio de 2019, con un recorrido que se extendía por el oeste hasta el cruce de la avenida Javier Prado Este con el jirón Francisco Masías, en el distrito de San Isidro. En diciembre del mismo año, la ruta fue ampliada hasta sus actuales paraderos final (ida) e inicial (vuelta) ubicados en el distrito de San Miguel.
Aunque los letreros de los buses indican el texto Musa, que alude a la urbanización Musa del distrito de La Molina, en realidad el inicio de la ruta se encuentra en el cruce de las avenidas Cieneguilla y San Juan Bautista, ubicado en el distrito de Cieneguilla. Sin embargo, la ATU y la Municipalidad de Lima, suelen indicar que la ruta empieza en el cruce de las avenidas La Molina y Víctor Malásquez, conocido coloquialmente como la Curva de Manchay, en el distrito de Pachacámac. Cuya intersección, es conocida por ser el punto de ingreso hacia el centro poblado de Manchay.
Su flota está compuesta por buses de 12 metros, la mayoría de ellos del modelo Titán Urbano Corredor de la carrocera Modasa.
| Lunes a sábado      | 05:00 a. m. - 11:00 p. m. |
| Domingos y feriados | 06:00 a. m. - 10:00 p. m. |

| General     | S/ 2.35 |
| Estudiantes | S/ 1.17 |

El medio de pago es la tarjeta Lima Pass.

## Itinerario
En el sentido de ida, el recorrido inicia en el cruce de las avenidas Cieneguilla y San Juan Bautista. Circula por las avenidas Cieneguilla, La Molina, Melgarejo, Javier Prado, Faustino Sánchez Carrión, La Marina y Elmer Faucett. La ruta finaliza en el cruce de la avenida Elmer Faucett con la calle Contisuyo.
En el sentido de vuelta, el recorrido inicia en el cruce de la avenida La Marina con el pasaje Andrés Rázuri. Circula por las avenidas La Marina, Faustino Sánchez Carrión, Javier Prado, Melgarejo, La Molina y Cieneguilla. La ruta finaliza en el cruce de las avenidas Cieneguilla y San Juan Bautista. Inicialmente, la ruta pasaba por el tramo de la avenida La Molina apodado como avenida La Universidad, trayecto popularmente conocido como La agraria, ya que pasa por la Universidad Nacional Agraria La Molina. Sin embargo, el 12 de febrero de 2022, el tramo por la avenida La Universidad, fue cambiada por el tramo de la avenida Melgarejo. Posteriormente, gira al oeste, por la avenida Javier Prado Este, y pasa por su intersección con la avenida La Molina.
| N.º                     | Paradero               | Común con           |
| Avenida Cieneguilla     | Avenida Cieneguilla    | Avenida Cieneguilla |
| ----------------------- | ---------------------- | ------------------- |
| 1                       | San Juan Bautista      |                     |
| 2                       | Paradero 1             |                     |
| Avenida La Molina       |                        |                     |
| 3                       | Víctor Malásquez       |                     |
| 4                       | Las Dunas              |                     |
| 5                       | Los Sauces             |                     |
| 6                       | Madreselva             |                     |
| 7                       | Naplo                  |                     |
| 8                       | La Punta               |                     |
| 9                       | Mónaco                 |                     |
| 10                      | El Sol                 |                     |
| 11                      | Rinconada del Lago     |                     |
| 12                      | Laguna Grande          |                     |
| 13                      | A. Quesada             |                     |
| 14                      | Molicentro             |                     |
| 15                      | Centenario             |                     |
| 16                      | Huarochirí             |                     |
| 17                      | Flora Tristán          | 201                 |
| 18                      | Ingenieros             | 201                 |
| 19                      | La Molina              | 201                 |
| Avenida Javier Prado    |                        |                     |
| 20                      | Camacho                | 201 206 209         |
| 21                      | Clínica                | 201 206 209         |
| 22                      | Floresta               | 201 206 209         |
| 23                      | Evitamiento            | 201 206 209         |
| 24                      | Circunvalación         | 201 206 209         |
| 25                      | J. Borja               | 201 206 209         |
| 26                      | Rosa Toro              | 201 206 209         |
| 27                      | San Luis               | 201 206 209         |
| 28                      | Aviación               | 201 206 209         |
| 29                      | Guardia Civil          | 201 206 209         |
| 30                      | Quiñones               | 201 206 209         |
| 31                      | Masías                 | 201 206 209         |
| 32                      | Orquídeas              | 201 206 209         |
| 33                      | Petit Thouars          | 201 206 209         |
| 34                      | Arenales               | 201 206 209         |
| 35                      | Las Palmeras           | 201 206 209         |
| 36                      | Los Nogales            | 201 206 209         |
| Avenida Sánchez Carrión |                        |                     |
| 37                      | Pershing               | 201 206 209         |
| 38                      | Salaverry              | 201 206 209         |
| 39                      | Gregorio Escobedo      | 201 206 209         |
| 40                      | Hospital Militar       | 201 206 209         |
| Avenida de la Marina    |                        |                     |
| 41                      | Sucre                  | 201 206 209         |
| 42                      | Bartolomé Herrera      | 201 206 209         |
| 43                      | Universitaria          | 201                 |
| 44                      | Parque de las Leyendas | 201                 |
| 45                      | Rafael Escardó         | 201                 |
| Avenida Elmer Faucett   |                        |                     |
| 46                      | Contisuyo              | 201                 |

| N.º                     | Paradero               | Común con            |
| Avenida de la Marina    | Avenida de la Marina   | Avenida de la Marina |
| ----------------------- | ---------------------- | -------------------- |
| 1                       | La Marina              |                      |
| 2                       | Rafael Escardó         | 201                  |
| 3                       | Parque de las Leyendas | 201                  |
| 4                       | Universitaria          | 201                  |
| 5                       | Bartolomé Herrera      | 201 206 209          |
| 6                       | Sucre                  | 201 206 209          |
| Avenida Sánchez Carrión |                        |                      |
| 7                       | Hospital Militar       | 201 206 209          |
| 8                       | Gregorio Escobedo      | 201 206 209          |
| 9                       | Salaverry              | 201 206 209          |
| 10                      | Javier Prado           | 201 206 209          |
| Avenida Javier Prado    |                        |                      |
| 11                      | Las Flores             | 201 206 209          |
| 12                      | Los Cedros             | 201 206 209          |
| 13                      | Palmera (Los Sauces)   | 201 206 209          |
| 14                      | Basadre                | 201 206 209          |
| 15                      | Parodi                 | 201 206 209          |
| 16                      | Orquídeas              | 201 206 209          |
| 17                      | Masías                 | 201 206 209          |
| 18                      | Nicolás Arriola        | 201 206 209          |
| 19                      | Guardia Civil          | 201 206 209          |
| 20                      | Aviación               | 201 206 209          |
| 21                      | San Luis               | 201 206 209          |
| 22                      | Rosa Toro              | 201 206 209          |
| 23                      | Circunvalación         | 201 206 209          |
| 24                      | Jockey                 | 201 206 209          |
| 25                      | U. Lima                | 201 206 209          |
| 26                      | Camacho                | 201 206 209          |
| 27                      | Los Frutales           | 201 206 209          |
| 28                      | La Molina              | 201 206 209          |
| Avenida La Molina       |                        |                      |
| 29                      | Los Ingenieros         | 201                  |
| 30                      | Flora Tristán          | 201                  |
| 31                      | Asunción               |                      |
| 32                      | Aruba                  |                      |
| 33                      | Molicentro             |                      |
| 34                      | Parque                 |                      |
| 35                      | Laguna Grande          |                      |
| 36                      | Rinconada del Lago     |                      |
| 37                      | El Sol                 |                      |
| 38                      | Miami                  |                      |
| 39                      | La Punta               |                      |
| 40                      | Naplo                  |                      |
| 41                      | Madreselva             |                      |
| 42                      | Los Sauces             |                      |
| 43                      | Las Dunas              |                      |
| 44                      | Víctor Malásquez       |                      |
| Avenida Cieneguilla     |                        |                      |
| 45                      | Paradero 1             |                      |
| 46                      | San Juan Bautista      |                      |

## Curiosidades
- El servicio 204 es la línea de Corredor Rojo que posee menos unidades. Tardando hasta 35 minutos en que llegue una unidad a algún paradero. Esto debido a la gran cantidad de buses o cousters que recorren la avenida Canadá, vía paralela a la avenida Javier Prado Este, en dirección al centro poblado de Manchay.